# 발리카탄 훈련

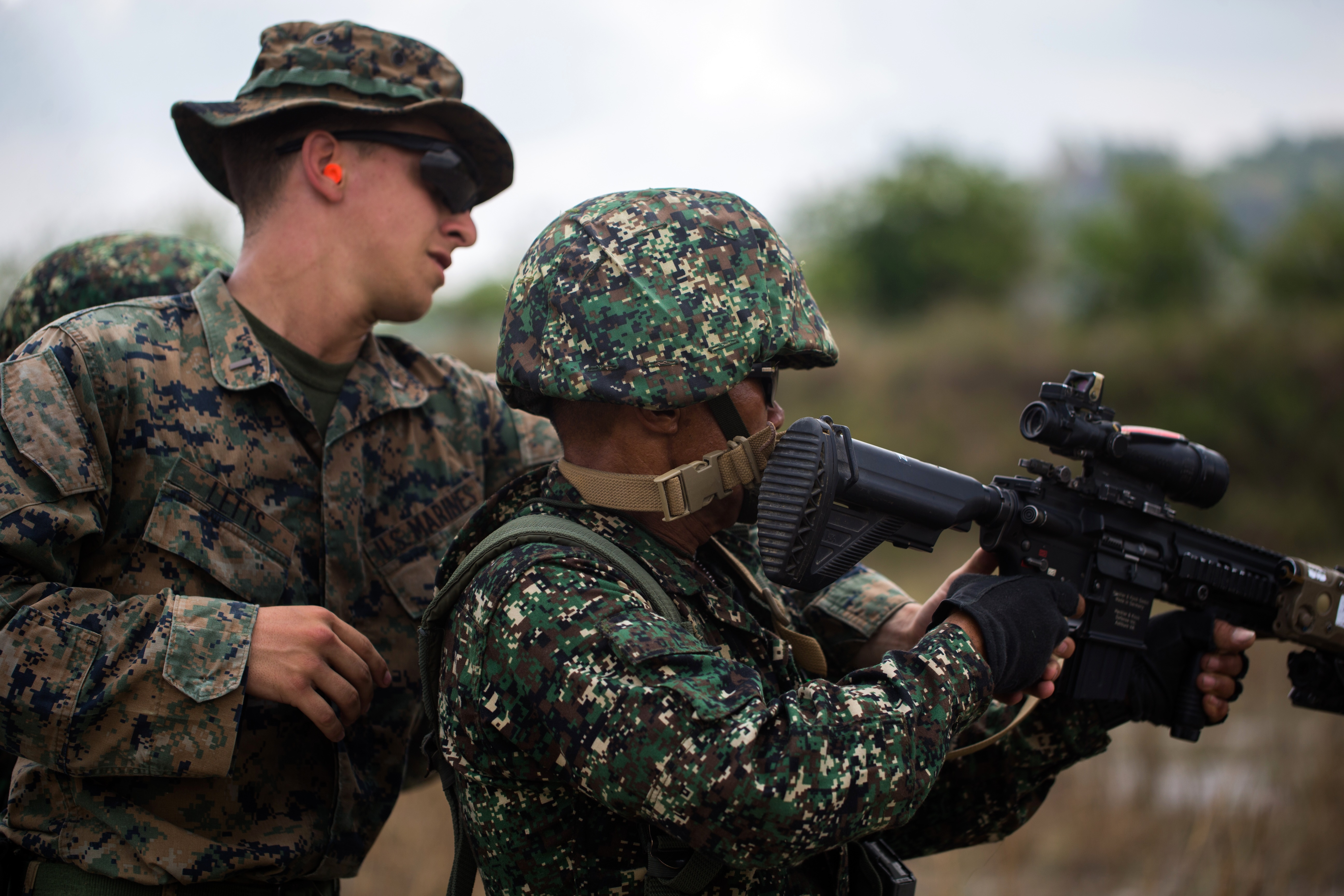
2019년 발리카탄 훈련

발리카탄 훈련(Exercise Balikatan)은 미군과 필리핀군 간 합동 훈련을 의미하며, 미군의 필리핀 철수 이후 두 국가의 합동 방위를 책임지는 주요한 연합훈련이다. 발리카탄은 타갈로그어로 "어깨를 나란히 하고"라는 의미를 갖고 있다. 발리카탄 훈련은 단순히 미군과 필리핀군 간 합동 훈련 능력을 배양하는데 있는 것을 넘어서서, 대테러 활동에 대한 차단, 제압 및 방지 능력을 키우는데 초점을 맞춘다.

## 배경
미군은 과거 필리핀에 미군 기지를 갖고 있었으나, 1998년에 철수하면서 필리핀과 상호 방위 조약을 맺었다. 이후 매년 미군과 필리핀군은 발리카탄 훈련을 통해서 양 국가의 국방력을 점검하고, 군사력 활용에 대하여 협력하고 있다. 훈련에 투입되는 부대는 주로 미국 육군과 미국 해병대이며, 필리핀은 필리핀 육군과 필리핀 해병대로 구성되어있다. 2024년에는 남중국해에서 사상 처음으로 발리카탄 훈련을 진행했다.
발리카탄 훈련은 국제참관단 프로그램을 별도로 운영하며, 14개 국가들이 참관단 인원을 파견하고 있다.
일부 국가들은 발리카탄 훈련에 참가국이 아닌 옵서버국으로 병력을 파견하기도 한다. 프랑스는 2023년에 파견한 적이 있으며, 오스트레일리아 방위군은 별도로 발리카탄 훈련에 병력을 파견하고 있다. 2025년에는 일본의 해상자위대의 병력이 발리카탄 훈련에 투입될 예정이다. 그리고 훈련의 규모 또한 과거에 비해 큰 규모로 진행할 예정이다.